# Фабрика-ді-Рома
Фабрика-ді-Рома (італ. Fabrica di Roma) — муніципалітет в Італії, у регіоні Лаціо,  провінція Вітербо.
Фабрика-ді-Рома розташована на відстані близько 55 км на північ від Рима, 19 км на південний схід від Вітербо.
Населення — 8440 осіб (2014).
Щорічний фестиваль відбувається 21 вересня. Покровитель — San Matteo.

## Демографія
Населення за роками:

Станом на 1 січня 2023 року в муніципалітеті офіційно проживали 773 іноземці з 54 країн, серед них 391 громадянин країн Євросоюзу та 22 громадяни України.

## Сусідні муніципалітети
- Карбоньяно
- Кастель-Сант'Елія
- Чивіта-Кастеллана
- Корк'яно
- Непі
- Валлерано
- Віньянелло